# Lavlandstapir
Lavlandstapiren (Tapirus terrestris) er en tapir i ordenen af uparrettåede hovdyr. Dyret har en længde på 1,7-2 meter med en hale på 46-100 cm og en vægt på 225-250 kg. Arten lever i det nordlige og centrale Sydamerika. Dens pels er børsteagtig. Den lever i nærheden af vand og svømmer godt. Den fouragerer om natten, hvor menuen står på græsser, frugt, vandplanter og anden vegetation.